# Мізогінія
Мізогіні́я (від грец. μισογυνία (misogunia), μῖσος (misos) — ненависть або зневага, грец. γυνή (gyné) — жінка; англ. Misogyny) або женоненави́сництво, жононенави́сництво, жінконенави́сництво — ненависть, зневага, огида, упередженість щодо жінок. Проявляється в численних формах, таких як соціальне виключення, сексизм, ворожість, андроцентризм, патріархат, чоловічі привілеї, приниження жінок, позбавлення жінок громадянських прав, насильство проти жінок, сексуальна об'єктивація. Поняття активно використовується в психоаналітичній літературі та є одним з ключових в теорії фемінізму. Мізогінія тривалий час була офіційною беззаперечною доктриною патріархального суспільства і тому просякає основні продукти патріархатних культур, міфологій, ідеї західної та східної філософій (серед впливових мізогінів Арістотель, Декарт, Гоббс, Лок, Руссо, Гегель, Шопенгауер, Ніцше, Дарвін, Фрейд). Нині поширена у всіх формах масової культури: у мас-медіа (медійних засобах, рекламі), в реп-музиці, відеоіграх. Хрестоматійний приклад мізогінії — мізогінія у фільмах жахів. Мізогінія живить і легітимізує насильство проти жінок, від крайніх його форм (феміциду), таких як вбивства честі, селективні аборти, обливання кислотою, до всього спектру сімейного, сексуального насильства, разом з проституцією, торгівлею жінками, культурою зґвалтування (яскравий приклад — міфи про зґвалтування).
Мізогінна поведінка, що виражається в зневазі й ненависті до всього жіночого, може проявлятися негативним ставленням до жінок взагалі або до психологічних чи фізичних жіночих ознак, різною мірою наявних у різних жінок та чоловіків.
Мізогінія ділиться на зовнішню (що транслюється суспільством) та увнутрішнену (що інтерналізована жінками). Підкреслена зневага до власної статі — соціально схвалювана і приносить дивіденди у вигляді підвищення власного статусу у колі чоловіків. Увнутрішнену мізогінію можна назвати ефективним інструментом для конструювання роз'єднаності жінок. Найпотужніша зброя боротьби з мізогінією — жіноча солідарність.
Міф про красу (ідеальна «жіночність»), мізогінія та увнутрішнена мізогінія, знецінення, засвоєна безпорадність, об'єктивація та самооб'єктивація, жорсткі гендерні ролі, де у жінки роль другого плану — усе це прояви сексизму.\
«Жінка повинна відповідати певним репродуктивним, віковим, фізіологічним та іншим вимогам. Все різноманіття характерів, особистостей, бажань, можливостей зводиться до певної шаблонної „нормальної жінки“ з жорстко прописаними вимогами до неї. В свою чергу, жінкам доводиться змагатися одна з одною за право бути найкращою в рамках цього одного-єдиного шаблону. Замість того, щоб зрозуміти, що немає і не може існувати єдино правильної моделі, і насолоджуватися власною одиничною унікальністю. Лише жінка буває пропащою, тільки жінка може осквернити своєю присутністю, тільки жінка на кораблі — до біди.»

## Історія
Широкий розвиток мізогінія здобула в епоху античності. У Середньовіччі жінка займає другорядне підпорядковане становище.

## Мізогінія у провідних філософських вченнях
Мізогінні ідеї сповідували чи транслювали численні впливові філософи: Арістотель (погляди Арістотеля на жінок), Рене Декарт, Томас Гоббс, Джон Лок, Жан-Жак Руссо, Гегель, Артур Шопенгауер, Фрідріх Ніцше, Чарлз Дарвін, Зигмунд Фрейд, Отто Вейнінгер, Освальд Шпенглер, Джон Лукас. Феміністські дослідження відстежують вплив цих мислителів та їх мізогінних ідей на формування мізогінної західної культури.